# Купер, Фредерик (историк)
Фредерик Купер (англ. Frederick Cooper; род. 27 октября 1947, Нью-Йорк, Нью-Йорк) — американский историк, африканист, специалист по вопросам колонизации и деколонизации, а также социальной теории. Доктор философии (1974), эмерит-профессор Нью-Йоркского университета, прежде профессор Мичиганского университета (1982—2001). Член Американской академии искусств и наук (2001) и Американского философского общества (2024). Известность получил уже в 1970-х годах.
Окончил с особым отличием Стэнфорд (бакалавр, 1969).
Степень доктора философии по истории получил в Йеле; его диссертация была посвящена плантационному рабству на восточном побережье Африки — и несколько лет спустя будет опубликована издательством Йельского университета; занимался у Leonard Thompson (historian). В 1974-82 ассистент-, ассоциированный профессор Гарварда. В 1982—2001 профессор Мичиганского университета, с 1996 именной, с 1999 также завкафедрой истории. С 2002 профессор истории Нью-Йоркского университета. Проводил исследования как в англоязычной Восточной Африке, так и во франкоязычной Западной Африке.
Супруга Джейн Бербанк также историк.
Как отмечает Jessica Lynne Pearson, Купер «объясняет, что ни факт, ни форма деколонизации Африки не были неизбежностью, даже после изменивших мир событий 1939-1945 годов. Скорее, утверждает Купер, конец империи был продуктом случайностей и постоянных переговоров между европейцами и африканцами».
Автор одиннадцати книг и редактировал еще пять научных томов. Написанная в соавторстве с Джейн Бербанк (Купер указан вторым автором) Empires in World History, Power and the Politics of Difference (Princeton University Press, 2010) переводилась на семь языков. Также автор Africa in the World: Capitalism, Empire, Nation-State и Africa since 1940: The Past of the Present (2002) {Рец.}. Соредактор Tensions of Empire: Colonial Cultures in a Bourgeois World (California, 1997).
- Colonialism in Question: Theory, Knowledge, History. Berkeley: University of California Press, 2005. {Рец.}